# 吳哥萊佛仕酒店

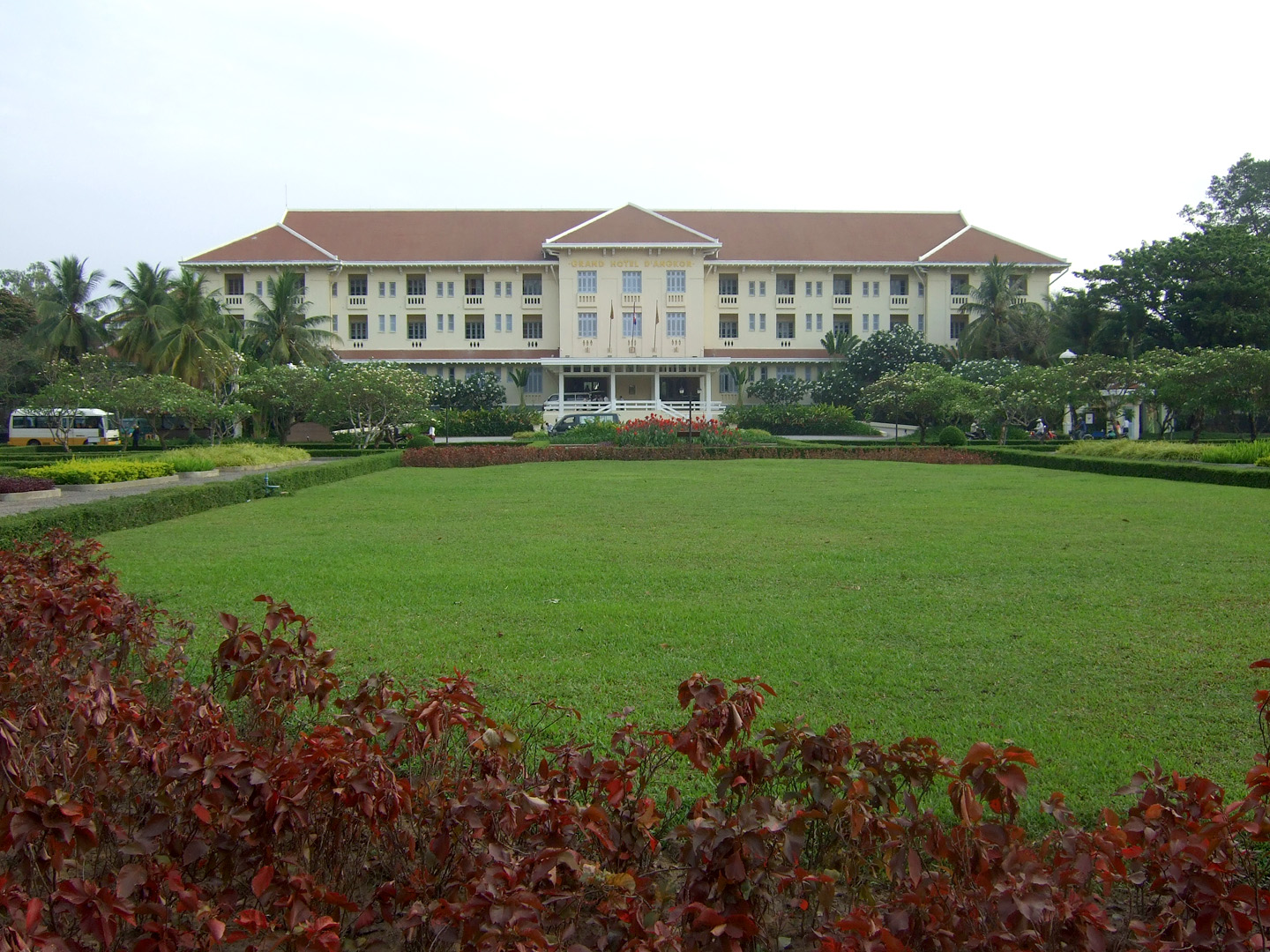

 吳哥萊佛仕酒店（Raffles Grand Hotel d' Angkor），又名吳哥大酒店（Grand Hotel d'Angkor），是一家位於柬埔寨暹粒市歷史悠久的五星級奢華酒店。吳哥萊佛仕酒店建於1929年，1932年開幕，位於1 Vithei Charles de Gaulle，目前由費爾蒙萊佛士國際酒店集團(Fairmont Raffles Hotels International)經營。離金邊國際機場約20分鐘車程。
自西方人重新發現吳哥窟之後，參觀吳哥窟的遊客漸增，而建立吳哥萊佛仕酒店是為了服務最初到吳哥窟觀光的西方旅客。在整修後於1997年重新開幕，共有約283間不同等級的房間，在房間區設有紀念發現吳哥窟的西方人亨利·穆奥的說明牌。